# Crocidura gathornei
Crocidura gathornei — вид ссавців родини Soricidae. Є ендеміком Північної Індії. Він відомий лише в Західних Гімалаях Індії, в трьох місцях в Уттаракханд і Гімачал-Прадеш, на висоті 2743–3353 метри над рівнем моря. Мешкає у відкритому ґрунті з травами, бальзамінами та рододендроном, що належить до екорегіону альпійських чагарників і лугів Західних Гімалаїв. В інших місцевостях він мешкає в екорегіоні широколистяних лісів Західних Гімалаїв, але межує з альпійськими чагарниками.